# Vicariato apostólico de Puerto Princesa
El vicariato apostólico de Puerto Princesa (en latín: Vicariatus Apostolicus Portus Principis in Philippinis, en inglés: Apostolic Vicariate of Puerto Princesa y en tagalo: Bikaryato Apostoliko ng Puerto Princesa) es una circunscripción eclesiástica de la Iglesia católica en Filipinas. Se trata de un vicariato apostólico latino, inmediatamente sujeto a la Santa Sede. Desde el 28 de octubre de 2016 su vicario apostólico es Socrates Calamba Mesiona, de la Sociedad Misionera de las Filipinas.

## Territorio y organización

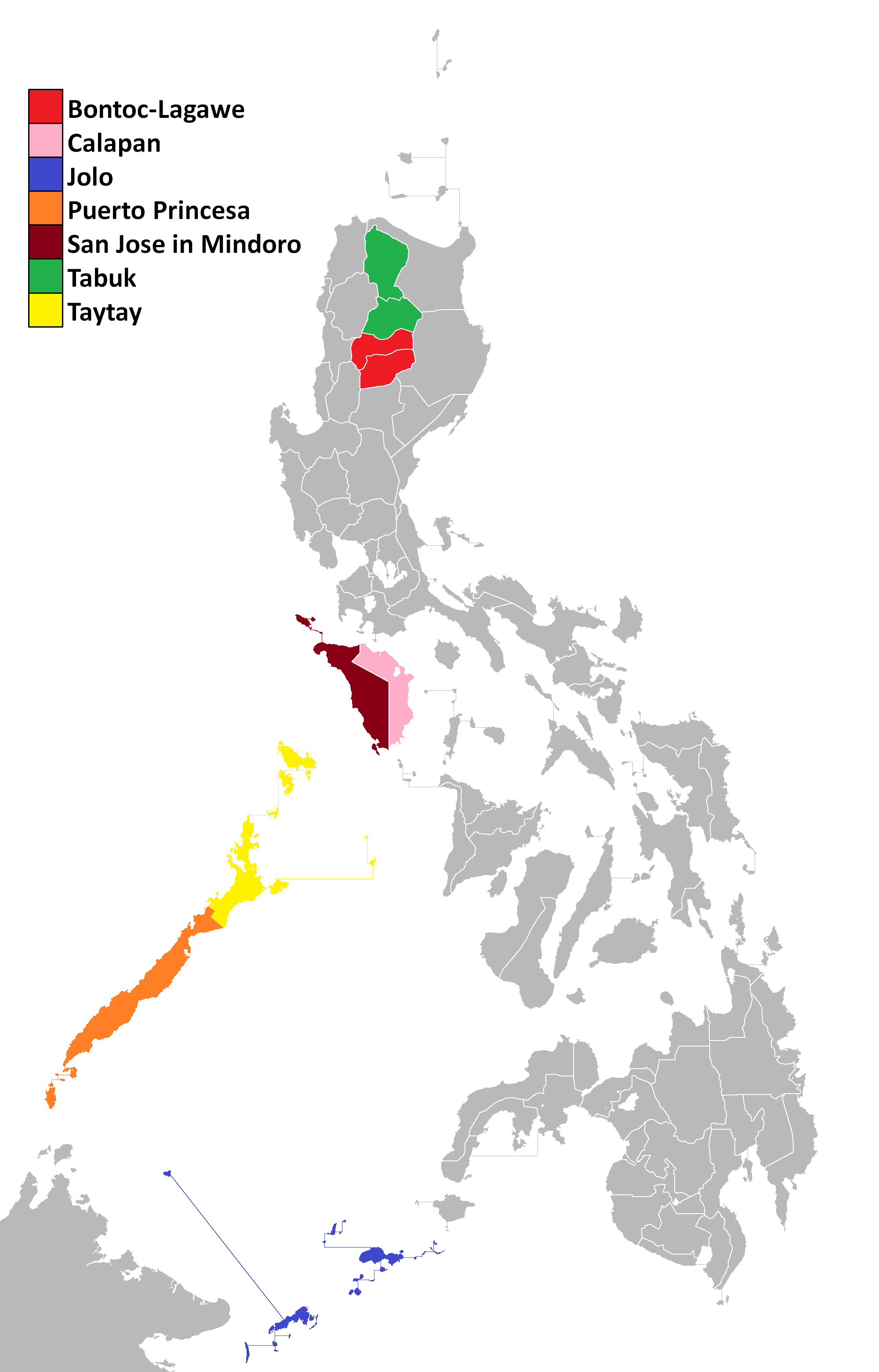
Vicariatos apostólicos de Filipinas, en color naranja Puerto Princesa

El vicariato apostólico tiene 8552 km² y extiende su jurisdicción sobre los fieles católicos de rito latino residentes en las partes meridional y central de la provincia de Palawan en la región Tagala Sudoccidental. 
La sede del vicariato apostólico se encuentra en la ciudad de Puerto Princesa, en donde se halla la Catedral de la Inmaculada Concepción.
En 2020 en el vicariato apostólico existían 35 parroquias agrupadas en 3 distritos:

### Distrito Centro
- Catedral de la Inmaculada Concepción (F-1872) en Puerto Princesa.
- Parroquia de San Miguel (F-1994), Barrio de San Miguel, Puerto Princesa.
- Parroquia de Santa Mónica (F-1994), Barrio de Santa Mónica, Puerto Princesa.
- Parroquia de San José (F-1988), Barrio de San José, Puerto Princesa.
- Parroquia de San José (F-1904), Iwahig, Barrio de Puerto Princesa.
- Parroquia de San Isidro Labrador (F-1988), Inagawan, Barrio de Puerto Princesa.
- Parroquia de San Nicolás de Tolentino (F-1978), Napsan, Barrio de Puerto Princesa.
- Parroquia de San Isidro Labrador (F-1976), Maruyugón, Barrio de Puerto Princesa.
- Parroquia de San Ezequiel Moreno (F-1998), Macarascas, Barrio de Puerto Princesa.

### Distrito Sur
- Parroquia de Santa Teresita del Niño Jesús (F-1917), Aborlán.
- Parroquia de San José, Esposo de María (F-1955), Narra.
- Parroquia de Santa Cecilia (F-1971), Calategas, barrio de Narra.
- Parroquia de la Inmaculada Concepción (F-1965), Quezón.
- Parroquia de Nuestra Señora de Fátima (F-1977), Rizal.
- Parroquia del Santo Niño (F-1972), Sofronio Española.
- Parroquia de San José, Brooke's Point.
- Parroquia de Nuestra Señora de Fátima (F-1984), Bataraza.
- Parroquia del Sagrado Corazón de Jesús (F-1977), Río Tuba, barrio de Bataraza.
- Parroquia de la Inmaculada Concepción (F-1861), Balábac

### Distrito Norte
- Parroquia de San Isidro Labrador (F-1949), Roxas.
- Parroquia de San Vicente Ferrer (F-1980), San Vicente
- Parroquia de Santa Teresita del Niño Jesús (F-1991), Dumarán.
- Parroquia de Nuestra Señora de Araceli (F-1902), Araceli.
- Parroquia de Santa Mónica (F-1622), Taytay.
- Parroquia de San Miguel Arcángel (F-1968), Liminangcong, barrio de Taytay
- Parroquia del Santo Niño (F-1994), Abongán.
- Parroquia de San Francisco de Asís (F-1901), El Nido.
- Parroquia de San Miguel Arcángel (F-1971) Abordo (Linapacán),
- Parroquia de la Inmaculada Concepción (F-1906), Culión.,
- Parroquia de San Agustín (F-1901), Corón.
- Parroquia de Nuestra Señora de la Salvación (F-1968), Salvación, Busuanga.
- Parroquia de San Agustín (F-1622), Cuyo.
- Parroquia de San Juan Bautista (F-1692), Agutaya.
- Parroquia de San Nicolás de Tolentino (F-1692), Cagayancillo.

## Historia
La evangelización de la isla de Paragua fue confiada a la orden de los Agustinos Recoletos por el obispo de Cebú Pedro de Arce en 1622. Los padres Francisco de San Nicolás, Diego de Santa Ana, Juan de Santo Tomás y el hermano laico Francisco de la Madre de Dios fueron los primeros evangelizadores de las islas Calamianes, Cuyo y Paragua.
Los misioneros españoles comenzaron su labor en el archipiélago Cuyo, concretamente en Agutaya, donde obtuvieron las primeras conversiones. En 1659 las poblaciones de Agutaya, Taytay y Cagayancillo tuvieron que ser fortificadas y protegidas con guarniciones para defenderlas de los ataques de los piratas moros que las habían devastado.
En 1749 el sultanato de Brunéi cedió la parte sur de la isla de Paragua a España. En 1871 la formación del gobierno político-militar de Puerto Princesa supuso la consolidación de la hegemonía española en esta isla.
En febrero de 1872, seis años después de que fuese erigida la diócesis de Jaro (hoy arquidiócesis de Jaro), bajo cuya jurisdicción perteneció Palawan, el obispo de Jaro emitió el título y facultades al capellán militar de la colonia de Puerto Princesa a fray Ezequiel Moreno.
La prefectura apostólica de Palawan fue erigida el 10 de abril de 1910, obteniendo el territorio de la diócesis de Jaro.
El 3 de julio de 1955 la prefectura apostólica fue elevada a vicariato apostólico con la bula Ad Christi regnum del papa Pío XII.
El 26 de marzo de 2002 cedió 16 parroquias para la erección del vicariato apostólico de Taytay mediante la bula Evangelizandi operi del papa Juan Pablo II. Al día siguiente tomó su nombre actual con la bula Diligentem sane curam del papa Juan Pablo II.

## Estadísticas
Según el Anuario Pontificio 2021 el vicariato apostólico tenía a fines de 2020 un total de 529 686 fieles bautizados.
| Año                                                                             | Población            | Población | Población      | Sacerdotes | Sacerdotes    | Sacerdotes    | Bautizados por sacerdote | Diáconos permanentes | Religiosos | Religiosos | Parroquias |
| Año                                                                             | Bautizados católicos | Total     | % de católicos | Total      | Clero secular | Clero regular | Bautizados por sacerdote | Diáconos permanentes | Varones    | Mujeres    | Parroquias |
| ------------------------------------------------------------------------------- | -------------------- | --------- | -------------- | ---------- | ------------- | ------------- | ------------------------ | -------------------- | ---------- | ---------- | ---------- |
| 1950                                                                            | 82 568               | 110 600   | 74.7           | 20         | 7             | 13            | 4128                     |                      |            |            | 12         |
| 1970                                                                            | 183 680              | 233 678   | 78.6           | 33         | 16            | 17            | 5566                     |                      | 17         | 46         |            |
| 1980                                                                            | 258 638              | 340 795   | 75.9           | 50         | 39            | 11            | 5172                     |                      | 11         | 49         | 27         |
| 1990                                                                            | 386 296              | 528 866   | 73.0           | 42         | 39            | 3             | 9197                     |                      | 3          | 43         | 30         |
| 1999                                                                            | 490 605              | 685 304   | 71.6           | 50         | 49            | 1             | 9812                     |                      | 1          | 48         | 37         |
| 2001                                                                            | 503 855              | 709 289   | 71.0           | 61         | 60            | 1             | 8259                     |                      | 1          | 55         | 37         |
| 2002                                                                            | 376 726              | 443 208   | 85.0           | 29         | 26            | 3             | 12 990                   |                      | 3          | 38         | 21         |
| 2003                                                                            | 373 142              | 466 427   | 80.0           | 28         | 22            | 6             | 13 326                   |                      | 8          | 42         | 24         |
| 2004                                                                            | 379 377              | 472 678   | 80.3           | 40         | 34            | 6             | 9484                     |                      | 8          | 50         | 25         |
| 2010                                                                            | 419 768              | 612 014   | 68.6           | 39         | 29            | 10            | 10 763                   |                      | 13         | 39         | 35         |
| 2014                                                                            | 443 000              | 652 000   | 67.9           | 50         | 36            | 14            | 8860                     |                      | 17         | 50         | 35         |
| 2017                                                                            | 486 592              | 707 445   | 68.8           | 62         | 38            | 24            | 7848                     |                      | 27         | 58         | 29         |
| 2020                                                                            | 529 686              | 736 520   | 71.9           | 60         | 38            | 22            | 8828                     |                      | 26         | 55         | 35         |
| Fuente: Catholic-Hierarchy, que a su vez toma los datos del Anuario Pontificio. |                      |           |                |            |               |               |                          |                      |            |            |            |

## Episcopologio
- Vittoriano Román Zárate di S. Giuseppe, O.A.R. † (21 de abril de 1911-1936 renunció)
- Leandro Nieto y Bolandier, O.A.R. † (25 de noviembre de 1938-1942 renunció)
- Gregorio Espiga e Infante, O.A.R. † (8 de julio de 1954-18 de diciembre de 1987 retirado)
- Francisco Capiral San Diego (18 de diciembre de 1987 por sucesión-12 de julio de 1995 nombrado obispo de San Pablo)
- Pedro Dulay Arigo (23 de febrero de 1996-28 de octubre de 2016 retirado)
- Socrates Calamba Mesiona, M.S.P., desde el 28 de octubre de 2016